# Cypria mediana
Cypria mediana är en kräftdjursart som beskrevs av Clarence Clayton Hoff 1942. Cypria mediana ingår i släktet Cypria och familjen Cyprididae. Inga underarter finns listade i Catalogue of Life.